# Astra Vagoane Călători
Astra Vagoane Călători Arad este o companie producătoare de vagoane de cale ferată și tramvai pentru călători din România.
Este deținută de omul de afaceri Valer Blidar. Este furnizorul principal de vagoane al CFR Călători. ASTRA Vagoane Călători este și nucleul unui grup de firme din care mai fac parte Astra Vest, Sirv Titu, Marmura București și Tristar București. Valer Blidar deține și pachetul majoritar de acțiuni de 90,5% din Banca Comercială Feroviară. Din consiliul de administrație al companiei a făcut parte o perioadă, în 1992, și președintele Traian Băsescu.
Astra Vagoane Călători a fost înființată în anul 1998 prin desprinderea din fabrica de vagoane Astra Arad. În anul 2000, Astra Vagoane Călători a fost privatizată.
Număr angajați:
| An       | 2010 | 2009 | 2008  |
| -------- | ---- | ---- | ----- |
| angajați | 924  | 940  | 1.300 |

Rezultate financiare (milioane euro):
| Anul             | 2010 | 2009 | 2008 |
| ---------------- | ---- | ---- | ---- |
| Cifra de afaceri | 45   | 51   | 65,6 |
| Profit net       | -    | -    | 26,3 |

## Istoric
ASTRA Vagoane Călători a fost înființată în anul 1891 la Arad, de către industriașul austriac Johann Weitzer sub denumirea de “Fabrica de mașini, vagoane și Turnătoria de fier a societății pe acțiuni Johann Weitzer din Arad” « Johann Weitzer’sche Maschinen-Waggonfabrik und Eisengiesserei Actien-Gesellschaft in Arad », fiind singura și principala fabrică de vagoane din sud-estul Europei. În anul 1921 firma ia numele ASTRA Arad, iar anul 1948 este naționalizată și își continuă activitatea sub diverse denumiri precum Uzina de Vagoane Arad, și până în 1990 Întreprinderea de Vagoane Arad IVA. În anul 1990, odată cu adoptarea legilor economiei de piață, se constituie societatea ASTRA Vagoane Arad, care avea ca obiect de activitate fabricarea vagoanelor de călători și marfă, constituite ca două centre de profit separate. În anul 1998 are loc constituirea ASTRA Vagoane Călători SA prin separarea completă patrimonială și juridică a unității de business vagoane călători, metrou, EMU, DMU și tramvai.

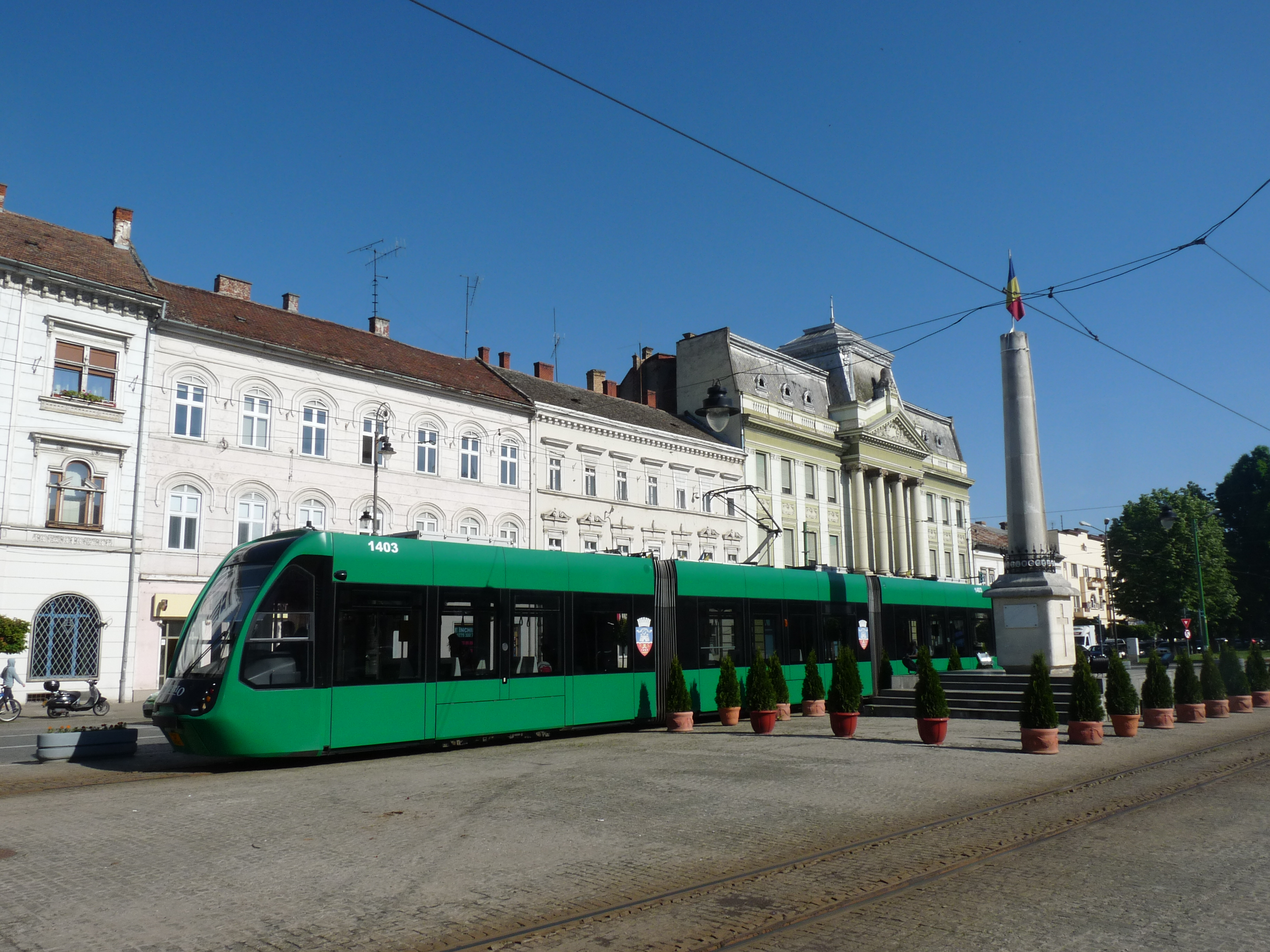
Tramvaiul Imperio

În anul 2000 societatea se privatizează prin achiziția pachetului de acțiuni de către societatea Tristar, o societate cu capital 100% românesc, expert în management, fuziuni și achiziții. Printr-o politică de dezvoltare susținută promovată de noul acționar, ASTRA Vagoane Călători devine rapid principala firmă din domeniul transportului din România, și își reia prezența pe piețele externe tradiționale din Europa și Asia. Anul 2002 se constituie Grupul de firme ASTRA Vagoane Călători, care va include pe parcurs Sectorul 2 ASTRA Vagoane Călători Arad, ASTRA Vest Arad, Marmura Service București, SIRV „CFR Călători” Titu precum și din anul 2009 o Componenta financiar-bancară prin înființarea Băncii Comerciale FEROVIARA iar din anul 2009 o Componentă media prin canalul de televiziune național WEST TV. Președintele Grupului de Firme ASTRA Vagoane Călători SA este Valer Blidar, care este și acționarul majoritar al firmelor membre ale grupului. Din anul 2014 compania fabrică tramvaie sub licență Siemens.